# Pantà d'Escales
El pantà d'Escales és un embassament que pertany al riu Noguera Ribagorçana, creat per una presa situada entre els municipis de Tremp (antic terme d'Espluga de Serra) i Sopeira (antic terme de Sant Orenç), que s'estén pels termes de Tremp i el Pont de Suert, a les comarques del Pallars Jussà i l'Alta Ribagorça respectivament, a la meitat oriental, d'administració catalana, i els de Sopeira i Bonansa, municipis també ribagorçans, a la meitat occidental, d'administració aragonesa. El pantà ha inundat els pobles de Casterner de les Olles i Aulet (el primer a Catalunya i el segon a Aragó), l'antic pont de Celles i el monestir romànic de Lavaix.
Construït l'any 1955 per a produir energia hidroelèctrica, i situat al peu de la carretera N-230 a l'entrada del Pont de Suert, és el més gran i emblemàtic de la comarca. Ofereix una aigua cristal·lina i raconades de roca i aigua ideals per a practicar-hi tot tipus d'esports nàutics i activitats ludicoesportives com la pesca, l'esquí aquàtic i el piragüisme, entre d'altres.

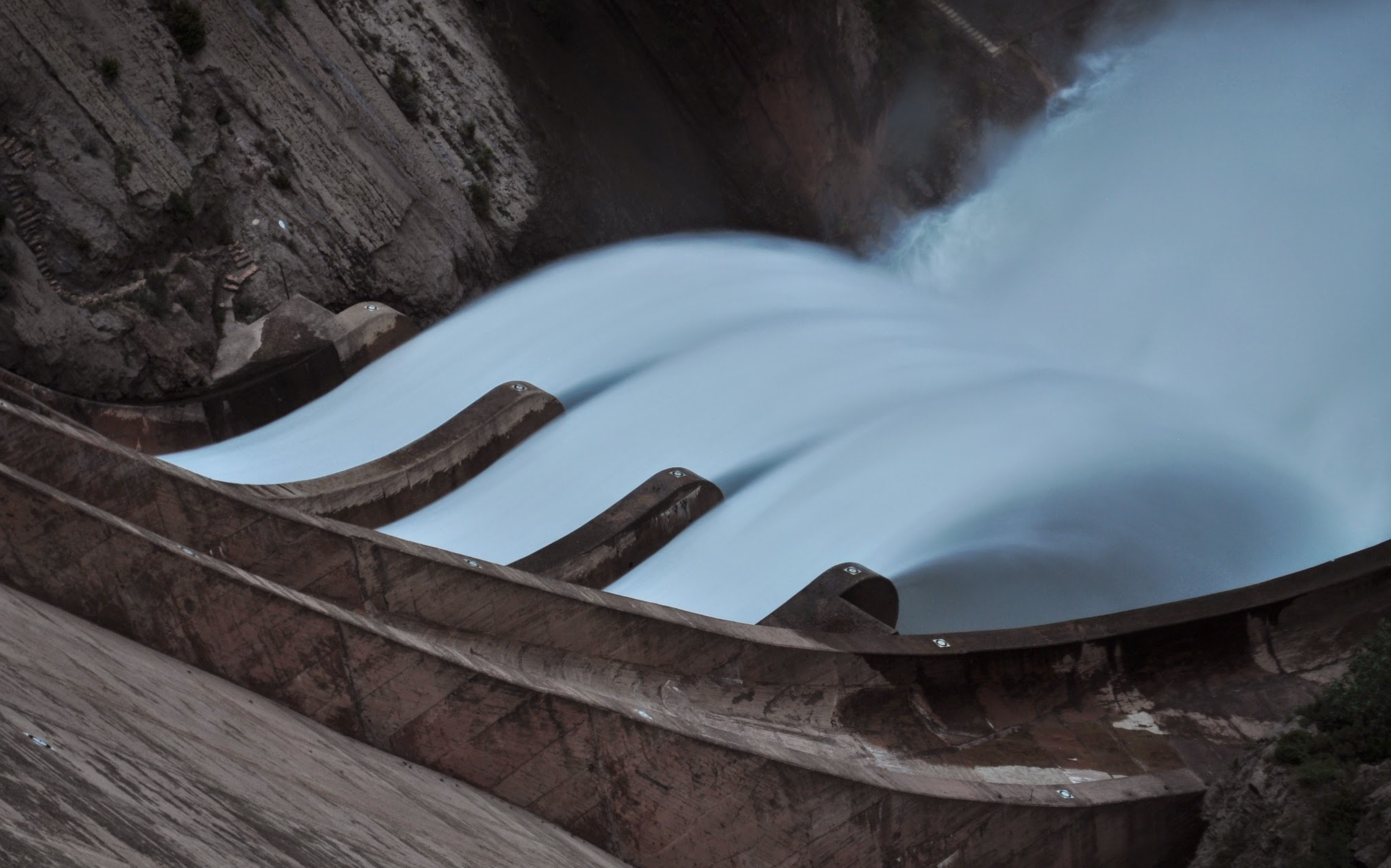
La presa desaiguant

Té una impressionant presa de contenció al costat de la qual hi ha unes escales excavades a la roca. A la cua de l'embassament, al peu de la carretera N-260, en direcció a la Pobla de Segur, apareixen les ruïnes del monestir cistercenc de Santa Maria de Lavaix.